# José Carlos Nunes
Pour les articles homonymes, voir Nunes.
José Carlos Araújo Nunes dit Nunes, né le 7 mars 1977 à Castelo de Paiva, est un footballeur portugais qui évolue au poste de stoppeur de la fin des années 1990 au milieu des années 2010.

## Carrière
- 1995-2006 :  Sporting Paivense
- 1996-2007 :  Association Sportive Ovarense
- 1997-2001 :  Futebol Clube da Maia
- 2001-2002 :  Sport Clube Salgueiros 08
- 2002-2004 :  Gil Vicente Futebol Clube
- 2004-dec.2005 :  Sporting Clube de Braga
- jan.2006-2014 :  RCD Majorque[1],[2]